# Roman Romański

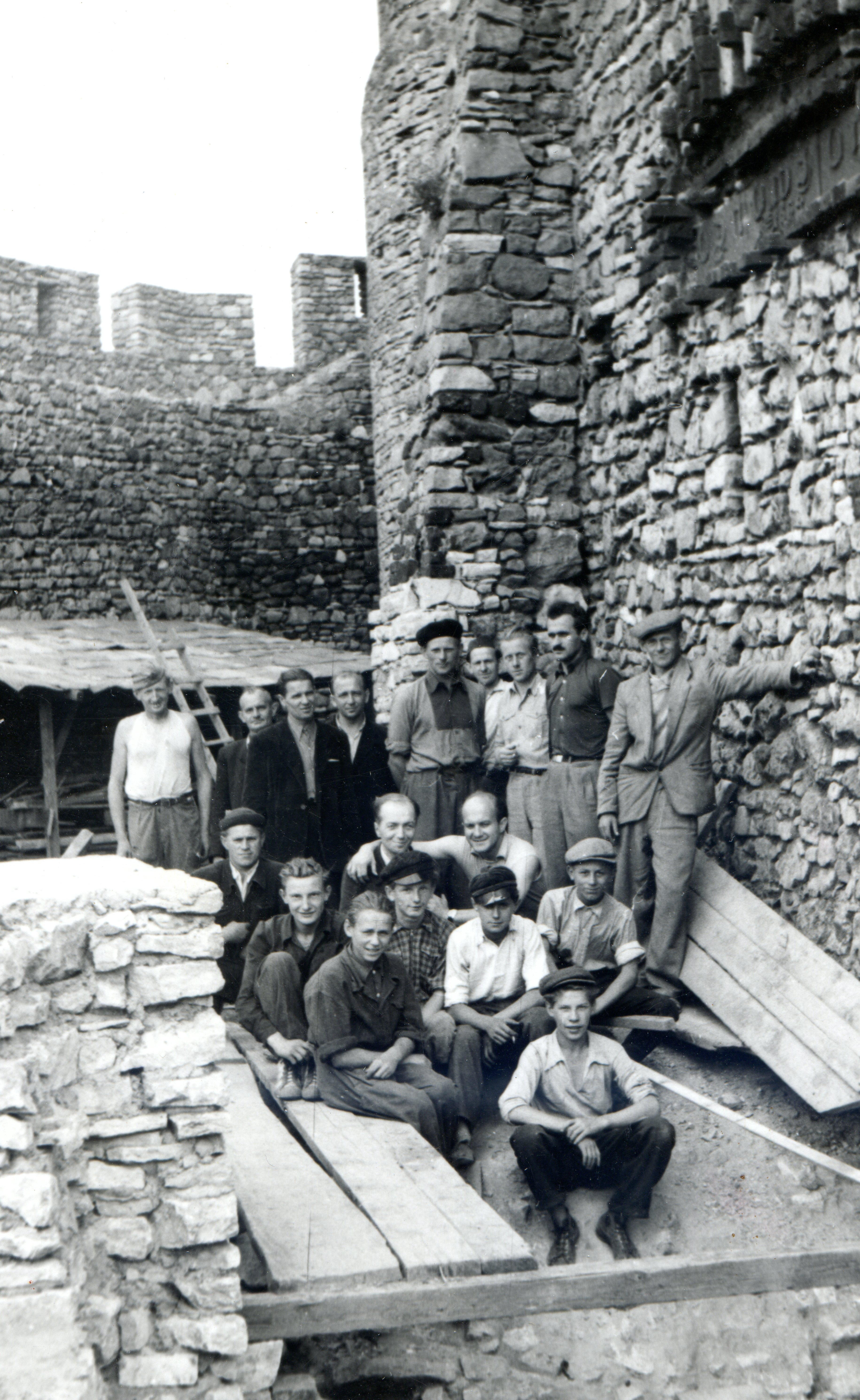
Ekipa odbudowująca zamek w Będzinie w 1953; drugi od prawej w szeregu stojących Roman Romański

Roman Romański (ur. 24 października 1925 w Grodźcu (dziś dzielnica Będzina), zm. 19 października 2001 w Czeladzi) – inżynier architekt, konserwator zabytków, zabytkoznawca, wojewódzki konserwator zabytków w Katowicach w latach 1954–1961.

## Życiorys
Urodził się w Grodźcu (dziś dzielnica Będzina), a szkołę powszechną ukończył w 1937 w Czeladzi. W 1941 wysiedlony wraz z rodziną przez administrację niemiecką do Radomia w Generalnym Gubernatorstwie. Pracował tam w przedsiębiorstwie budowlanym; uczył się też w szkole budowlanej i liceum (ukończone w 1945). W 1947 rozpoczął studia na Wydziale Architektury Politechniki Wrocławskiej. Podczas studiów uczestniczył w inwentaryzacji zabytków Dolnego Śląska. Studia ukończył w 1952 i podjął pracę w Zakładzie Materiałów Budowlanych Przemysłu Węglowego. Był też kierownikiem prac przy zabytkowych obiektach na terenie województwa śląsko-dąbrowskiego. Od 8 lutego 1954 zatrudniony jako wojewódzki konserwator zabytków w Katowicach w Wydziale Kultury Prezydium Wojewódzkiej Rady Narodowej w Katowicach.
Jako wojewódzki konserwator zabytków posiadał dwóch pracowników na stałych etatach. Skupiano się wówczas na renowacji zabytków, które ucierpiały podczas II wojny światowej. Udzielano użytkownikom zabytków daleko idącej pomocy w materiałach i funduszach przy pełnym remoncie obiektu. Romański sprawował nadzór nad Brygadami Robót Konserwatorskich. Wchodził w spór z władzami województwa w kwestiach dbania o zabytki. W 1955 pisano w raportach partyjnych KW PZPR, że pomimo posiadanych kwalifikacji zawodowych Romański nie prowadzi w pracy konserwatora odpowiedniej linii politycznej. Dlatego też już wtedy planowano go zwolnić.
Podczas pracy Romana Romańskiego prowadzono m.in. remonty zamku w Marklowicach, urządzeń drewnianego folusza w Istebnej, murów obronnych w Będzinie, zabezpieczenie zamków w Siewierzu i Olsztynie, renowacja zamku w Gliwicach. Działania podjęto też przy murach obronnych w Żorach, pałacach w Pszczynie i Sośnicowicach. Do najważniejszych osiągnięć można zaliczyć zakończenie prac renowacyjnych przy rotundzie w Cieszynie i kościele cmentarnym w Siewierzu oraz odbudowę zamku w Będzinie (odbudową od 1952 kierował właśnie Roman Romański). Jako wojewódzki konserwator zabytków działał na polu upowszechniania wiedzy o zabytkach (m.in. wystawy poświęcone zabytkom, artykuły, odczyty i wystąpienia radiowe).
Roman Romański 31 lipca 1961 został zwolniony z funkcji, a w 1963 Sądu Wojewódzki w Katowicach skazał go na cztery lata więzienia oraz karę grzywny za rzekome złamanie dyscypliny finansowej i przepisów o rachunkowości. Według jego następcy – Adama Kudły – sprawa miała drugie dno, polityczne.
Następnie pracował jako inspektor nadzoru i architekt. Nadzorował m.in. prace związane z budową stadionu w Ujejscu.